# دهستان دینور
 دینور نام دهستانی دربخش دینور شهرستان صحنه استان کرمانشاه ایران است. براساس سرشماری مرکز آمار ایران در سال ۱۳۸۵، جمعیت آن ۹۱۴۳ نفر (۲۳۱۶ خانوار) بوده‌است.